# Едуард Пьопиг
Едуард фридрих Пьопиг (на немски: Eduard Friedrich Poeppig) е германски зоолог и ботаник, изследовател на Андите.

## Биография

### Образование и младежки години (1798 – 1927)
Роден е на 16 юли 1798 година град Плауен, провинция Саксония, Германия. В периода 1810 – 1815 учи в гимназия в Лайпциг, а след това медицина и естествени науки в Лайпцигския университет. От 1822 до 1824 е лекар в захарна плантация в Куба, а от 1824 до 1826 – пребивава в Пенсилвания, САЩ. През ноември 1826 тръгва с кораб от Балтимор и през Бразилия и нос Хорн през март 1827 пристига във Валпарайсо, Чили.

### Изследователска дейност (1827 – 1832)
През 1827 изследва Андите между 32º и 36º ю.ш. в Централно Чили, като едновременно с това събира ботанически и зооложки колекции. През 1828 се прехвърля в Южно Чили, в град Консепсион. Няколко месеца живее в селище на река Лаха, най-голям десен приток на река Био Био, недалеко от действащия вулкан Антуко (2990 м), на който се изкачва до кратера му. В горното течение на Лаха описва бита и взаимоотношенията на местното индианско племе пехуенчи с чилийските колонисти.
През май 1829 с английски кораб Пьопиг се прехвърля в Каляо (Перу), попада в Лима по време на поредния военен преврат и решава да търси спокойствие във вътрешността на страната, за да продължи своите изследвания. От Лима по обичайния път достига до минно-промишления център Серо де Паско, разположен близо до изворите на река Уаляга (десен приток на Мараньон) и по нея се спуска до град Уануко. Този град е разположен в центъра на плодородна долина, която Пьопиг нарича „долината на вечната пролет“. Заселва се на североизток от града във влажна и гореща долина, в която се отглежда кока. С помощта на четирима индианци си построява дървена колиба и преживява в нея девет месеца (до март 1830), като извършва екскурзии в околността и продължава да обогатява своите растителни и животински колекции.
В края на май 1830, съпровождан от шестима индианци, от близката католическа мисия започва пътешествие надолу по долината на Уаляга, пеша или където е възможно с лодка. След като проследява около 1000 км от течението на Уаляга Пьопиг се установява в градчето Юримагуас, разположено на 125 км от устието ѝ. Там преживява осем месеца и събира толкова много колекции, които не могат да се съберат в лодката. Затова с няколко индианци построява голям сал, на който с един слуга и четирима индианци в края на юли 1831 се спуска надолу по Уаляга и след една седмица достига до Мараньона след това и до Амазонка. На 20 август 1831 достига до първото бразилско селище на Амазонка – Табатинга. Независимо че перуанските индианци не познават надолу реката, те се съгласяват да пътуват с него до Тефе (3°21′ ю. ш. 64°43′ з. д. / 3.35° ю. ш. 64.716667° з. д.), след което Пьопиг ги освобождава и прекарва в градчето до март 1832. След това с речен кораб се спуска по Амазонка до Белен, където прекарва три месеца в очакване на попътен кораб за Европа и през август 1832 окончателно напуска Южна Америка.

### Следващи години (1832 – 1868)
В края на 1832 се завръща в Европа с една от най-богатите ботанически и зооложки колекции събирани дотогава. Пьопиг става третият европеец пропътувал Амазонка по цялата ѝ дължина след Франсиско де Ореляна през 1542 и Шарл Мари дьо ла Кондамин през 1744.
През 1835 – 1836 излиза от печат двутомното му описание на пътешествието под заглавието „Reise in Chile, Peru und auf dem Amazonenstrome während der Jahre 1827 – 1832“ (Bd 1 – 2, Atlas, 1835 – 36, преизд. 1960. Преработен от W. Drascher 1-ви том излязъл по название „Im Schatten der Cordillera“, 1927; в превод „Пътешествие по Чили, Перу и река Амазонка“), което влиза в златния фонд на немската географска литература.
През 1833 е назначен за професор по ботаника и зоология в Лайпцигския университет и заема този пост до смъртта си на 4 септември 1868 година в градчето Варен, близо до Лайпциг.

## Избрана библиография
- Mittheilungen (bzw. Berichte) des Hrn. Dr. Pöppig. В: Notizen aus dem Gebiete der Natur- und Heilkunde, Erfurt 1828–1832.
- Fragmentum synopseos plantarum phanerogamarum. Leipzig 1833 (съкратената хабилитация на Пьопиг)
- Reise in Chile, Peru, und auf dem Amazonenstrome während der Jahre 1827–1832, 2 Bände, Leipzig 1834–1836 (Nachdruck: 1960 und 2009) (дигитализация на том 2) (пространен вариант на пътните записки на Пьопиг)
- Nova genera ac species plantarum quas in regno chilensi, peruviano et in terra amazonica. (zusammen mit Stephan Ladislaus Endlicher). 3 Bde. Leipzig 1835–1845, Neuauflage 1968. (основният труд на Пьопиг по ботаника)
- Malerischer Atlas und beschreibende Darstellungen aus dem Gebiete der Erdkunde. Leipzig 1838. (издадена и под заглавието: Landschaftliche Ansichten und erläuternde Darstellungen aus dem Gebiete der Erdkunde. Leipzig 1839)
- Tropenvegetation und Tropenmenschen Zwei Vorträge von Eduard Poeppig über (1.) Epiphyten und Lianen (Über zwei der hervorstechendsten Züge der Tropenvegetation: die Schlingpflanzen und parasitischen Gewächse. und (2.) Indios (Über den Charakter der Tropenbewohner Südamerikas), hrsg. von Carlos Keller. (=Ostwald's Klassiker der exakten Wissenschaften Nr. 249). Leipzig 1965
- Illustrierte Naturgeschichte des Thierreichs
- Über die Anden zum Amazonas
- Illustrierte Naturgeschichte des Thierreichs, 1851
- In der Nähe des ewigen Schnees